# 开罗路

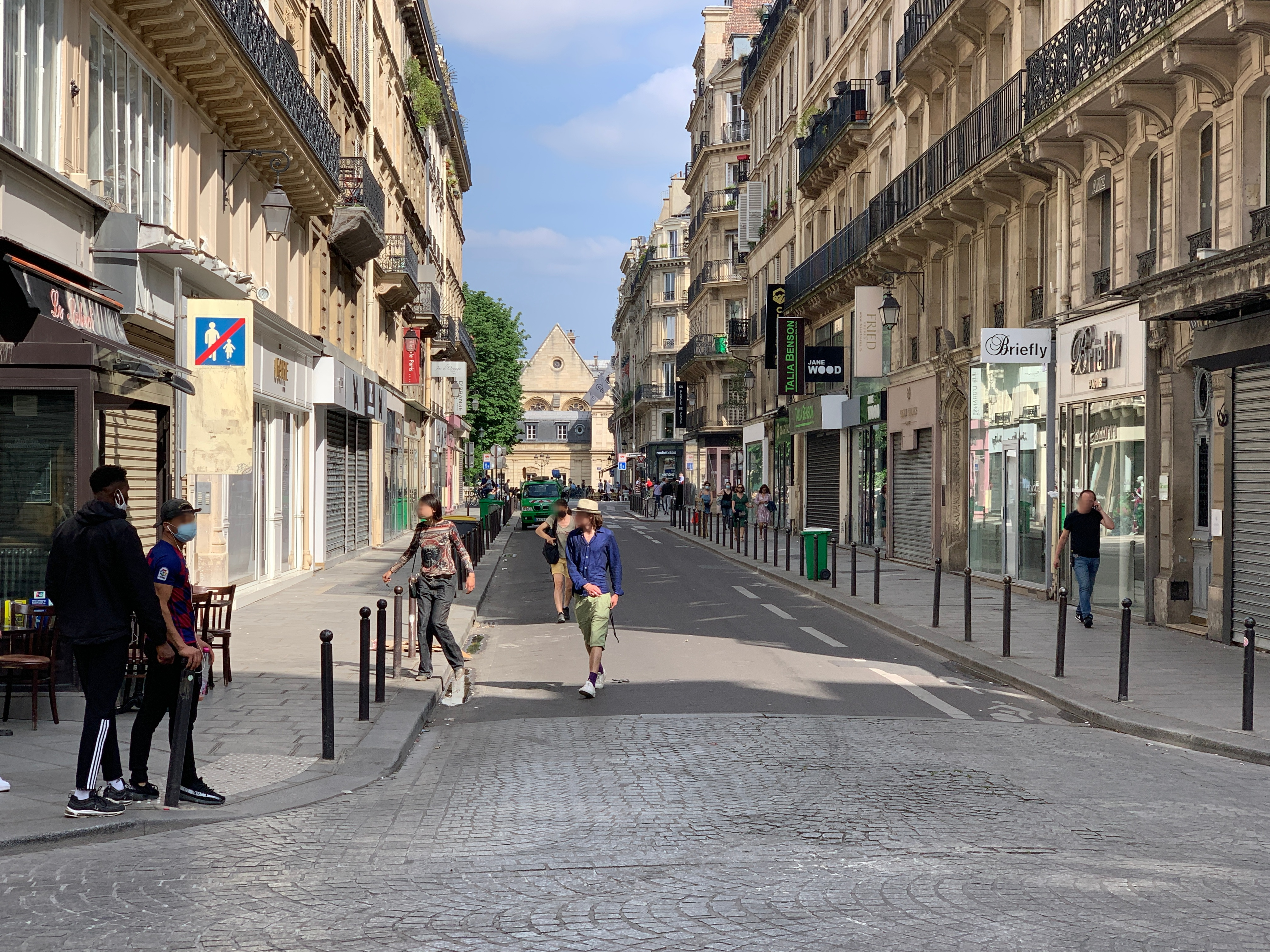
開羅路（2021年6月）

开罗路（Rue du Caire）是法国巴黎的一条街道，位于巴黎第二区。开始于塞瓦斯托波尔大道111号，结束于开罗广场2号。长330米，宽12米。